# 細井雄介
細井雄介（ほそい ゆうすけ、1934年-　）は、日本の美学者、聖心女子大学名誉教授。
台南市生まれ。東京大学文学部美学美術史学科卒、1962年同大学院美学専攻修士課程修了、東京大学新聞研究所助手、文学部美学藝術学科助手、1971年聖心女子大学哲学科助教授、教授。2002年退職、名誉教授。

## 翻訳
- エーミール・ウーティッツ『美学史』東京大学出版会 1979
- ローマン・インガルデン『文学的芸術作品』瀧内槙雄共訳 勁草書房 1982、新装版1998
- エルヴィーン・パノフスキー『芸術学の根本問題』中央公論美術出版 1994
- マイヤー・シャピロ／エルンスト・H・ゴンブリッチ『様式』板倉壽郎共訳 中央公論美術出版 1997
- ケネス・クラーク『レオナルド・ダ・ヴィンチ素描集 英国王室ウィンザー城所蔵』共訳 朝倉書店 1997
- ユーリウス・フォン・シュロッサー『美術史「ウィーン学派」』中央公論美術出版 2000
- エマヌエル・レーヴィ『初期ギリシア芸術における自然再現』中央公論美術出版 2007
- 『ヴァフィオの杯 アーロイス・リーグル論文集』中央公論美術出版 2008
- ベネデット・クローチェ『美学綱要』中央公論美術出版 2008
- アーロイス・リーグル『造形芸術の歴史的文法』中央公論美術出版 2014

## 参考
- [ISBN　978-4-8055-0694-3]